# The Complete In a Silent Way Sessions
The Complete In a Silent Way Sessions – kompletne wydanie na 3 dyskach sesji nagraniowych do albumu In a Silent Way Milesa Davisa w 2001 r.

## Historia i charakter wydawnictwa
W 2001 r. firma Sony Music Entertainment wydała przez Columbia Records składające się z 3 CD wydawnictwo, zawierające wszystkie nagrania sesyjne do albumu In a Silent Way. Są to nagrania nie poddane żadnej obróbce.
Wydawnictwo to prezentuje dorobek półrocznej działalności studyjnej Milesa Davisa. Był to okres, w którym on sam i jego zapatrywania na muzykę gwałtownie się zmieniły. Album był nagrywany po rozpadzie kwintetu Davisa: Wayne Shorter, Herbie Hancock, Ron Carter i Tony Williams. Z perspektywy czasu widać także, że dojrzewała w nim już rewolucja muzyczna i estetyczna, która ujawni się na jego następnym albumie – Bitches Brew. In a Silent Way może być więc uznany za "ciszę przed burzą".
W jego kręgu pojawili się nowi muzycy z nowymi ideami: Joe Zawinul, Chick Corea, Dave Holland, Jack DeJohnette. Po raz pierwszy wprowadził do swojej muzyki brzmienie gitary, na której grał John McLaughlin.
Zmienia także całkowicie brzmienie muzyki, konfigurując w jednym nagraniu równocześnie aż 3 muzyków grających na instrumentach klawiszowych. Na Bitches Brew idea ta zostanie jeszcze bardziej rozwinięta, gdyż doda do tego trzech perkusistów grających równocześnie.

## Muzycy i sesje
Sesja 1 – Columbia 10th St. Studio, Nowy Jork, 24 września 1968 r.
Nagrania – dysk I, utwory 1, 2
Kwintet
- Miles Davis – trąbka
- Wayne Shorter – saksofon tenorowy
- Chick Corea – elektryczne pianino
- Dave Holland – kontrabas
- Tony Williams – perkusja

Sesja 2 - Columbia Studio B, Nowy Jork, 11 listopada 1968 r.
Nagrania – dysk I, utwory 3, 4
Sekstet
- Miles Davis – trąbka
- Wayne Shorter – saksofon tenorowy
- Chick Corea – elektryczne pianino
- Herbie Hancock – elektryczne pianino
- Dave Holland – kontrabas
- Tony Williams – perkusja

Sesja 3 – Columbia Studio B, Nowy Jork, 12 listopada 1968 r.
Nagrania – dysk I, utwór 5
Sekstet
- Miles Davis – trąbka
- Wayne Shorter – saksofon tenorowy
- Chick Corea – elektryczne pianino
- Herbie Hancock – elektryczne pianino
- Dave Holland – kontrabas
- Tony Williams – perkusja

Sesja 4 – Columbia Studio B, Nowy Jork, 25 listopada 1968 r.
Nagrania – dysk I, utwór 6
Septet
- Wayne Shorter – saksofon tenorowy
- Chick Corea – elektryczne pianino
- Herbie Hancock – elektryczne pianino
- Joe Zawinul – organy
- Dave Holland – kontrabas
- Tony Williams – perkusja

Sesja 5 – Columbia Studio B, Nowy Jork, 27 listopada 1968 r. (230 – 5:30 południu)
Nagrania – dysk II, utwory 1, 2, 3
Oktet
- Miles Davis – trąbka
- Wayne Shorter – saksofon tenorowy, saksofon sopranowy
- Chick Corea – elektryczne pianino (1)
- Herbie Hancock – elektryczne pianino
- Joe Zawinul – organy (1); elektryczne pianino (2, 3)
- Dave Holland – kontrabas
- Jack DeJohnette – perkusja, tamburyn (1)
- Teo Macero – tamburyn (1)

Sesja 6 – Columbia Studio B, Nowy Jork, 18 lutego 1969 r. (10 rano – 130 po południu)
Nagrania – dysk II, utwory 4, 5, 6, 7
Septet
- Miles Davis – trąbka
- Wayne Shorter – saksofon sopranowy
- Chick Corea – elektryczne pianino
- Herbie Hancock – elektryczne pianino
- Joe Zawinul – organy
- John McLaughlin – gitara
- Dave Holland – kontrabas
- Tony Williams – perkusja

Sesja 6a – właściwie ta sama sesja jak powyżej.
Nagrania – dokonano twórczego montażu itp.
Utwory – dysk III, utwory 3, 4 – oba ukazały się na oryginalnym albumie In a Silent Way
Sesja 7 – Columbia Studio B, Nowy Jork, 20 lutego 1969 r. (730 rano – 4:30 południu)
Nagrania – dysk III, utwory 1, 2
Oktet
- Miles Davis – trąbka
- Wayne Shorter – saksofon sopranowy
- Chick Corea – elektryczne pianino
- Herbie Hancock – elektryczne pianino
- Joe Zawinul – organy
- John McLaughlin – gitara
- Dave Holland – kontrabas
- Joe Chambers – perkusja

## Album
Dysk pierwszy
| 1. | Mademoiselle Mabry                        | 16:33   |
|    |                                           |         |
| 2. | Frelon Brun                               | 5:37    |
|    |                                           |         |
| 3. | Two Faced                                 | 18:02   |
|    |                                           |         |
| 4. | Dual Mr. Anthony Tillman Williams Process | 13:20   |
|    |                                           |         |
| 5. | Splash                                    | 10:05   |
|    |                                           |         |
| 6. | Splashdown                                | 8:03    |
|    |                                           |         |
|    |                                           | 1:11:40 |
|    |                                           |         |
Czas – 71:55
Dysk drugi
| 1. | Ascent                  | 14:52   |
|    |                         |         |
| 2. | Directions I            | 6:47    |
|    |                         |         |
| 3. | Directions II           | 4:51    |
|    |                         |         |
| 4. | Shhh/Peaceful           | 19:15   |
|    |                         |         |
| 5. | In a Silent Way (próba) | 5:24    |
|    |                         |         |
| 6. | In a Silent Way         | 4:15    |
|    |                         |         |
| 7. | It's About That Time    | 11:27   |
|    |                         |         |
|    |                         | 1:06:51 |
|    |                         |         |
Czas – 67:09
Dysk trzeci
| 1. | The Ghetto Walk                        | 26:46   |
|    |                                        |         |
| 2. | Early Minor                            | 6:56    |
|    |                                        |         |
| 3. | Shhh/Peaceful (wersja albumowa)        | 18:16   |
|    |                                        |         |
| 4. | It's About That Time (wersja albumowa) | 19:53   |
|    |                                        |         |
| a. | In a Silent Way                        | 4:11    |
|    |                                        |         |
| b. | It's About That Time                   | 11:27   |
|    |                                        |         |
| c. | In a Silent Way                        | 4:14    |
|    |                                        |         |
|    |                                        | 1:31:43 |
|    |                                        |         |
Czas – 71:59

## Opis 3-dyskowego wydawnictwa
- Producenci – Michael Cuscuna i Bob Belden
- Kierownictwo Serii Milesa Davisa –  Steve Berkowitz i Seth Rothstein
- Remiks utworów od "Mademoiselle Mabry" do "Directions II" – Mark Wilder
- Remiks utworów od "Shhh/Peaceful" do "Early Minor" – Danny Kadar
- Remiks utworów z oryginalnego albumu – Russ Payne
- Mastering – Mark Wilder
- Koordynacja A & R – Patti Matheny, Darren Salmieri, Kristin Kozusko
- Kierownictwo artystyczne – Howard Fritzson, Susanne Cerha
- Projekt – Susanne Cerha
- Menedżer całości – Doug Grabowski